# Каньє
Ка́ньє (англ. Kanye) — місто й столиця Південного округу, розташований на сході Південного округу. Входить до складу субокругу Нгвакетсе. Населення міста — 40 628 чоловік (на 2001 рік), агломерації — 48 143 чоловік.

## Клімат
Місто знаходиться у зоні, котра характеризується кліматом помірних степів та напівпустель. Найтепліший місяць — січень із середньою температурою 24.4 °C (75.9 °F). Найхолодніший місяць — червень, із середньою температурою 12.3 °С (54.1 °F).
| Клімат Каньє            | Клімат Каньє | Клімат Каньє | Клімат Каньє | Клімат Каньє | Клімат Каньє | Клімат Каньє | Клімат Каньє | Клімат Каньє | Клімат Каньє | Клімат Каньє | Клімат Каньє | Клімат Каньє | Клімат Каньє |
| Показник                | Січ.         | Лют.         | Бер.         | Квіт.        | Трав.        | Черв.        | Лип.         | Серп.        | Вер.         | Жовт.        | Лист.        | Груд.        | Рік          |
| Середня температура, °C | 24,4         | 23,3         | 22,2         | 19           | 15,6         | 12,3         | 12,4         | 15,4         | 18,9         | 21,7         | 23,2         | 24,1         | 19,4         |
| Норма опадів, мм        | 105.3        | 81.8         | 62.7         | 46.7         | 10.1         | 2.6          | 1.4          | 3.5          | 15.6         | 41.5         | 63.5         | 71.5         | 506.2        |
| Днів з опадами          | 11           | 9,3          | 7,6          | 6,1          | 2            | 1            | 0,5          | 0,8          | 2,2          | 5,9          | 8,2          | 8,7          | 63,3         |
| Вологість повітря, %    | 62.2         | 66.1         | 67.4         | 68.9         | 65.8         | 63.9         | 60.4         | 53.8         | 47.7         | 50.2         | 56.1         | 58.3         | 60.1         |
| ----------------------- | ------------ | ------------ | ------------ | ------------ | ------------ | ------------ | ------------ | ------------ | ------------ | ------------ | ------------ | ------------ | ------------ |
| Джерело: Weatherbase    |              |              |              |              |              |              |              |              |              |              |              |              |              |